# Mosquée Cheikh Rasâa
La mosquée Cheikh Rasâa (arabe : مسجد الشيخ الرصاع) est une ancienne mosquée tunisienne, située au nord de la médina de Tunis et qui n'existe plus.

## Localisation

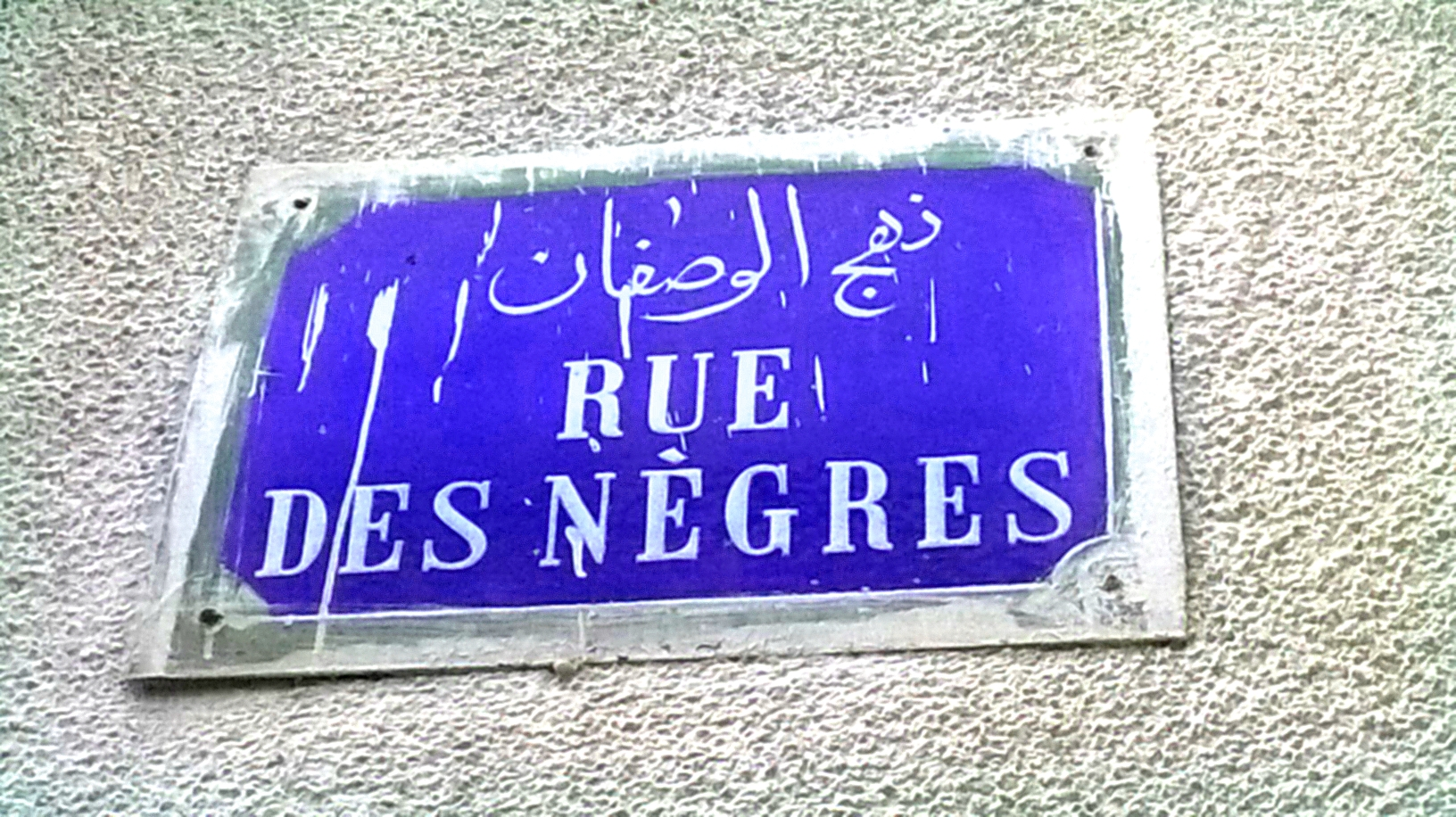
Plaque métallique de la rue des nègres

Cette mosquée était située au numéro 14 de la rue des Nègres, près du souk En Nhas.

## Étymologie
Elle porte le nom du cheikh Rasâa, l'un des grands imams de la mosquée Zitouna, décédé en 1489.

## Histoire
Cette mosquée a été construite sous le règne de la dynastie hafside. Elle comporte dans son patio le tombeau de son fondateur sur lequel figure une inscription andalouse.